# 艾莉森·考克斯
艾莉森·考克斯（英語：Alison Cox，1979年6月5日—），美国女子赛艇运动员。她曾代表美国参加2004年夏季奥林匹克运动会赛艇比赛，获得女子八人单桨有舵手银牌。